# Soren Thompson
Soren Hunter Thompson (San Diego, 5 maggio 1981) è uno schermidore statunitense.

## Palmarès
In carriera ha conseguito i seguenti risultati:
- Mondiali di scherma

Kiev 2012: oro nella spada a squadre.
- Giochi Panamericani:

Santo Domingo 2003: oro nella spada a squadre.
Guadalajara 2011: oro nella spada a squadre.